# Foro de Boao para Asia
El Foro de Boao para Asia (en chino, 博鳌亚洲论坛; pinyin, Bó'áo Yàzhōu Lùntán), conocida también por sus siglas en inglés BFA, es una organización no lucrativa que organiza foros de alto nivel para líderes del gobierno, los negocios y la academia en Asia y otros continentes para compartir su visión sobre los asuntos más apremiantes en esta región y en el mundo entero. El Foro Boao es el modelo del Foro Económico Mundial que se celebra anualmente en Davos, Suiza. Tiene su sede en Bo'ao, Hainan, China, aunque la Secretaría se encuentra en Pekín.
El Foro tiene como objetivos promover la integración económica regional y acercar a los países asiáticos hacia sus metas de desarrollo. Fue creado en 1998 por Fidel V. Ramos, expresidente de Filipinas, Bob Hawke, ex primer ministro de Australia y Morihiro Hosokawa, ex primer ministro de Japón. El Foro de Boao para Asia fue formalmente inaugurado en febrero de 2001. La creación del foro fue liderado por la República Popular de China y fundada por 26 países de Asia y Australasia el 27 de febrero de 2001. La organización tuvo su primera reunión el 12 y 13 de abril de 2002.
Las discusiones del Foro Boao se centran en economía, cooperación, sociedad y medio ambiente. En el pasado, el foro también abordaba el ingreso de China en la Organización Mundial del Comercio, así como la crisis financiera asiática de los años noventa. Además de su reunión anual, el foro también patrocina otros foros y reuniones relacionados con temas asiáticos.

## Países miembros
El Foro Boao cuenta con 26 países miembros:
| - Australia - Bangladés - Brunéi - Camboya - China - India - Indonesia - Irán - Japón - Kazajistán - Kirguistán - Laos - Malasia | - Mongolia - Birmania - Nepal - Pakistán - Filipinas - Corea - Singapur - Sri Lanka - Tayikistán - Tailandia - Turkmenistán - Uzbekistán - Vietnam |

## 2008
La conferencia anual del Foro de Boao de 2008 se llevó a cabo del 10 al 13 de abril de dicho año. A ella acudieron jefes de gobierno de países como Australia, Paquistán, Noruega y Kazakjstán. Fue relevante, la reunión histórica del vicepresidente electo de Taiwán Vincent Siew y el presidente de la República Popular de China Hu Jintao.

## 2011
En 2011 el Foro de Boao organizó la Conferencia Perth enfocada en los temas de recursos naturales, medio ambiente y desarrollo sostenible. Tuvo lugar en Perth, Australia entre el 11 y 12 de julio de 2011.

## 2013
Fue llevada a cabo entre el 5 y el 8 de abril de 2013 con el tema de "Asia seeking development for all: Restructuring, responsibility and cooperation" ("Asia buscando el desarrollo para todos: Reestructura, responsabilidad y cooperación").
Asistieron Bill Gates, George Soros y Christine Lagarde. Xi Jinping dirigió el discurso de apertura. También asistieron los presidentes Michael Chilufya Sata de Zambia, Enrique Peña Nieto de México y Ollanta Humala de Perú.